# Kolašin
Kolašin (en serbe cyrillique : Колашин) est une ville et une municipalité du Monténégro. En 2003, la ville comptait 2 989 habitants et la municipalité 9 949. La ville et la municipalité sont habitées par une majorité de Monténégrins.

## Géographie
Kolašin est une petite station de ski située dans le nord du Monténégro, aux pieds de la montagne Bjelasica (2 139 mètres d'altitude). La station, située à environ quinze minutes de la ville, s'élève à une altitude de 1 450 mètres.

## Histoire
L'origine du nom de la ville serait Kol I shen ce qui signifie Saint Nicolas en albanais.
Serbe au temps de l'empire médiéval serbe la ville fut envahie par des Albanais catholiques et devint, sous l'occupation turque, un avant-poste ottoman.

## Localités de la municipalité de Kolašin
La municipalité de Kolašin compte 70 localités :

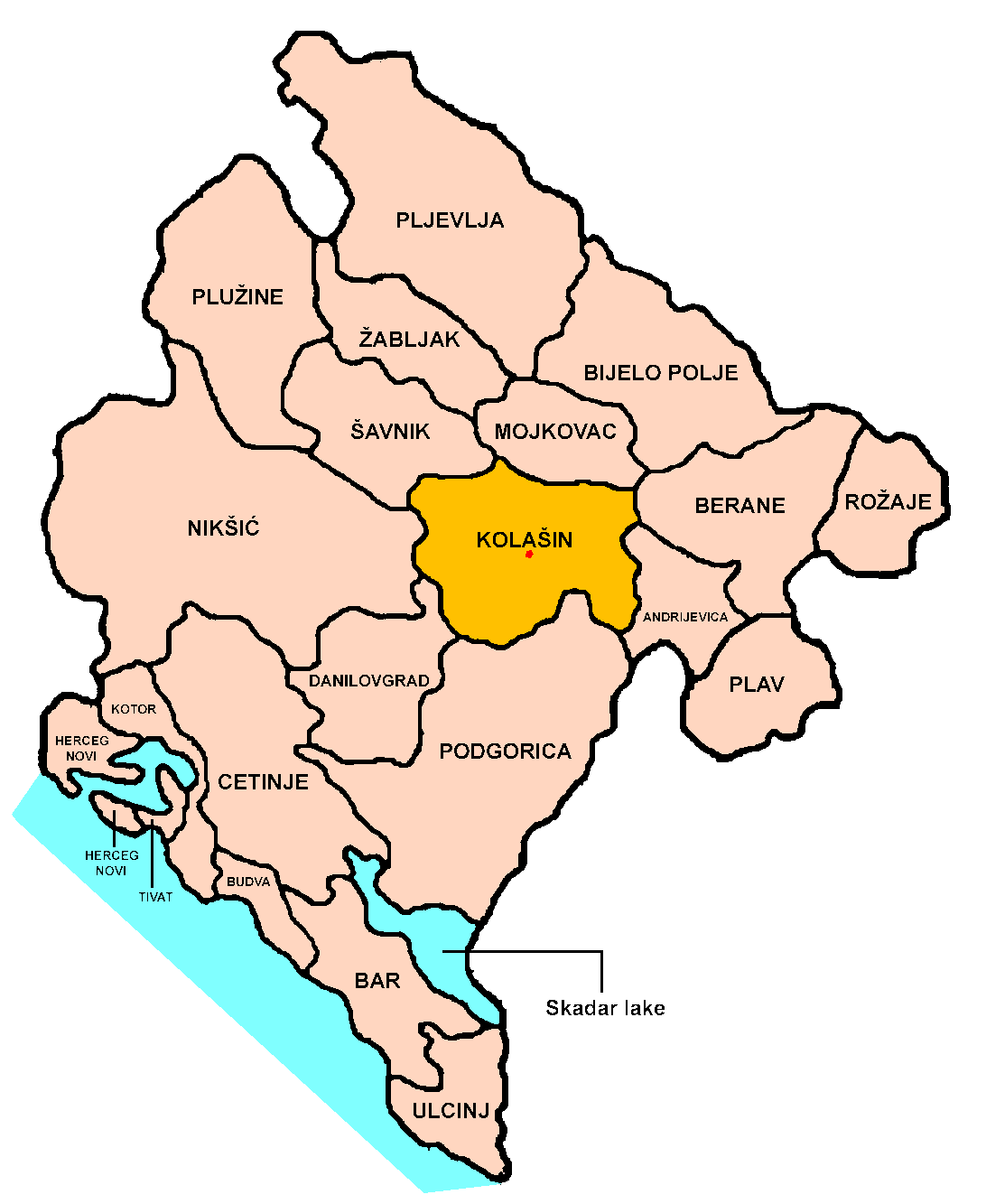
La municipalité de Kolašin

| - Babljak - Bakovići - Bare - Bare Kraljske - Blatina - Bojići - Breza - Velje Duboko - Višnje - Vladoš - Vlahovići - Vojkovići - Vranještica - Vrujica - Gornja Rovca Bulatovići | - Gornje Lipovo - Donje Lipovo - Dragovića Polje - Drijenak - Drpe - Dulovine - Đuđevina - Žirci - Izlasci - Jabuka - Jasenova - Kolašin - Kos - Liješnje - Lipovska Bistrica | - Ljevišta - Ljuta - Manastir Morača - Mateševo - Međuriječje - Mioska - Moračka Bistrica - Moračko Trebaljevo - Mrtvo Duboko - Mujića Rečine - Mušovića Rijeka - Osretci - Oćiba - Ocka Gora - Padež | - Petrova Ravan - Plana - Požnja - Pčinja - Ravni - Radigojno - Raičevina - Raško - Redice - Rovačko Trebaljevo - Svrke - Sela - Selišta - Sjerogošte - Skrbuša | - Smailagića Polje - Smrče - Sreteška Gora - Starče - Tara - Trnovica - Uvač - Ulica - Cerovice - Crkvine |

## Démographie

### Ville

#### Évolution historique de la population dans la ville
| 1948  | 1953  | 1961  | 1971  | 1981  | 1991  | 2003  |
| ----- | ----- | ----- | ----- | ----- | ----- | ----- |
| 1 441 | 1 644 | 1 870 | 2 421 | 2 699 | 2 817 | 2 989 |

En 2009, la population de Kolašin était estimée à 3 015 habitants.

#### Informations
- (sr) Site de Kolašin
- (de + en + it) « Site officiel de la station de Kolašin »(Archive.org • Wikiwix • Archive.is • Google • Que faire ?)
- (en) Carte du domaine skiable
- (sr) Kolasin-Bjelasica sur le site Skijanje.co.yu

#### Données géographiques
- (en) Kolašin